# Nemoria rubrolinearia
Nemoria rubrolinearia là một loài bướm đêm trong họ Geometridae.